# Aart Rietbroek
Aart Franciscus Cornelis Hendricus (Aart) Rietbroek (Den Haag, 11 augustus 1929 – Amsterdam, 17 juli 1985) was een Nederlandse schilder en beeldhouwer.

## Leven en werk
Rietbroek, een zoon van de schilder Aart Rietbroek (1906-1970), studeerde aan de Koninklijke Academie van Beeldende Kunsten in Den Haag. Vanaf 1951 woonde en werkte hij in Amsterdam. Hij was lid van De Nieuwe Ploeg in Voorburg en docent aan de Gerrit Rietveld Academie en de Technische Hogeschool Delft.

## Werken (selectie)
- Spelende kinderen met bal (1956), Aalbersestraat in Amsterdam
- Oorlogsmonument Jan van Eijckstraat 47, Rubensstraat in Amsterdam
- Totempaal[2] (1966), Amsterdam-Osdorp
- Betonplastiek (1966), winkelcentrum De Gaard, Troosterlaan Utrecht
- Zaad (1970), campus van de universiteit in Wageningen
- Ode aan de paardenvijg (1972), Merwedeplein in Amsterdam
- Compositie van vlekken en vormen (1974), Marco Pololaan in Utrecht

## Fotogalerij

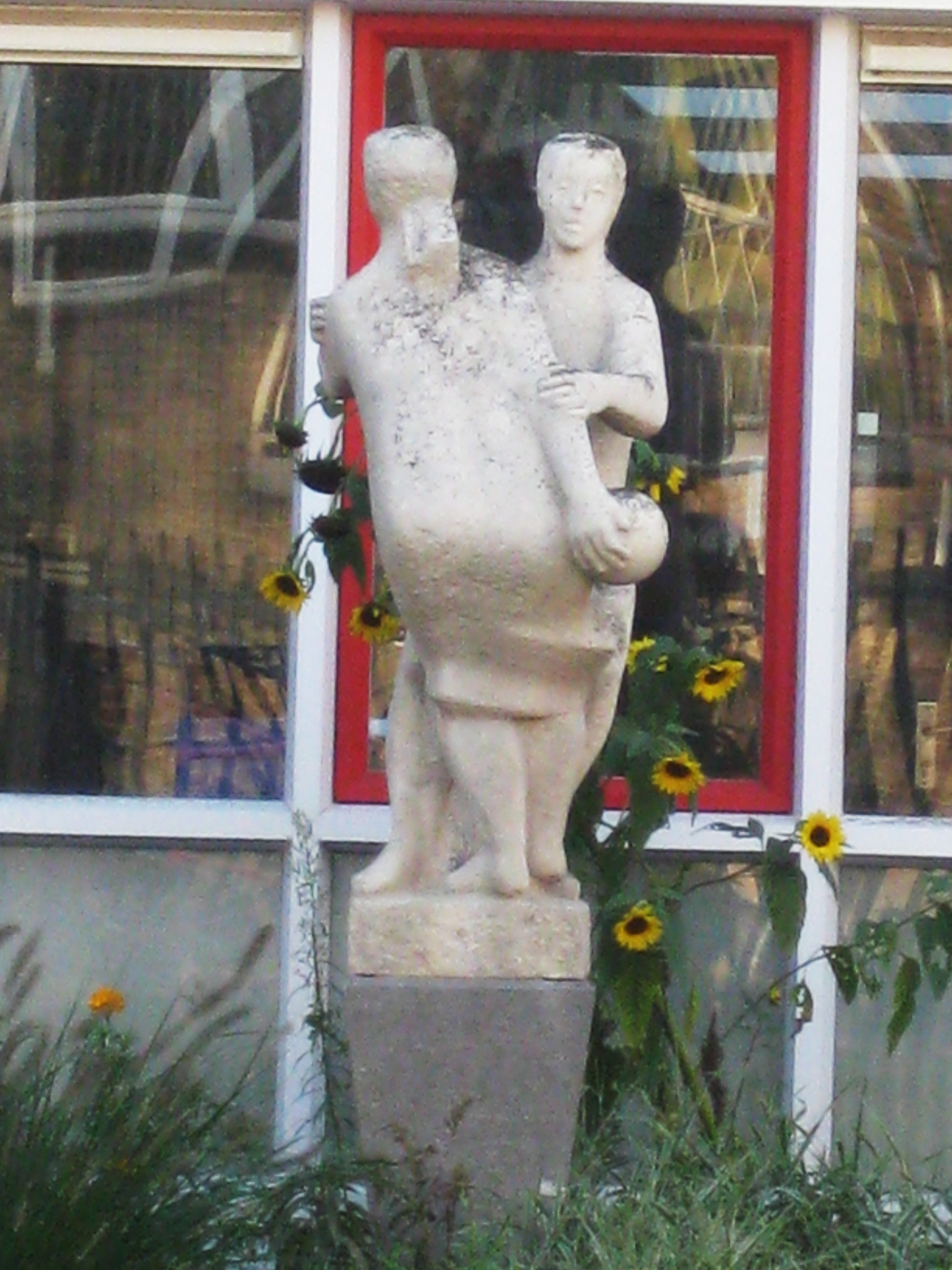
Spelende kinderen met bal (1956), Amsterdam
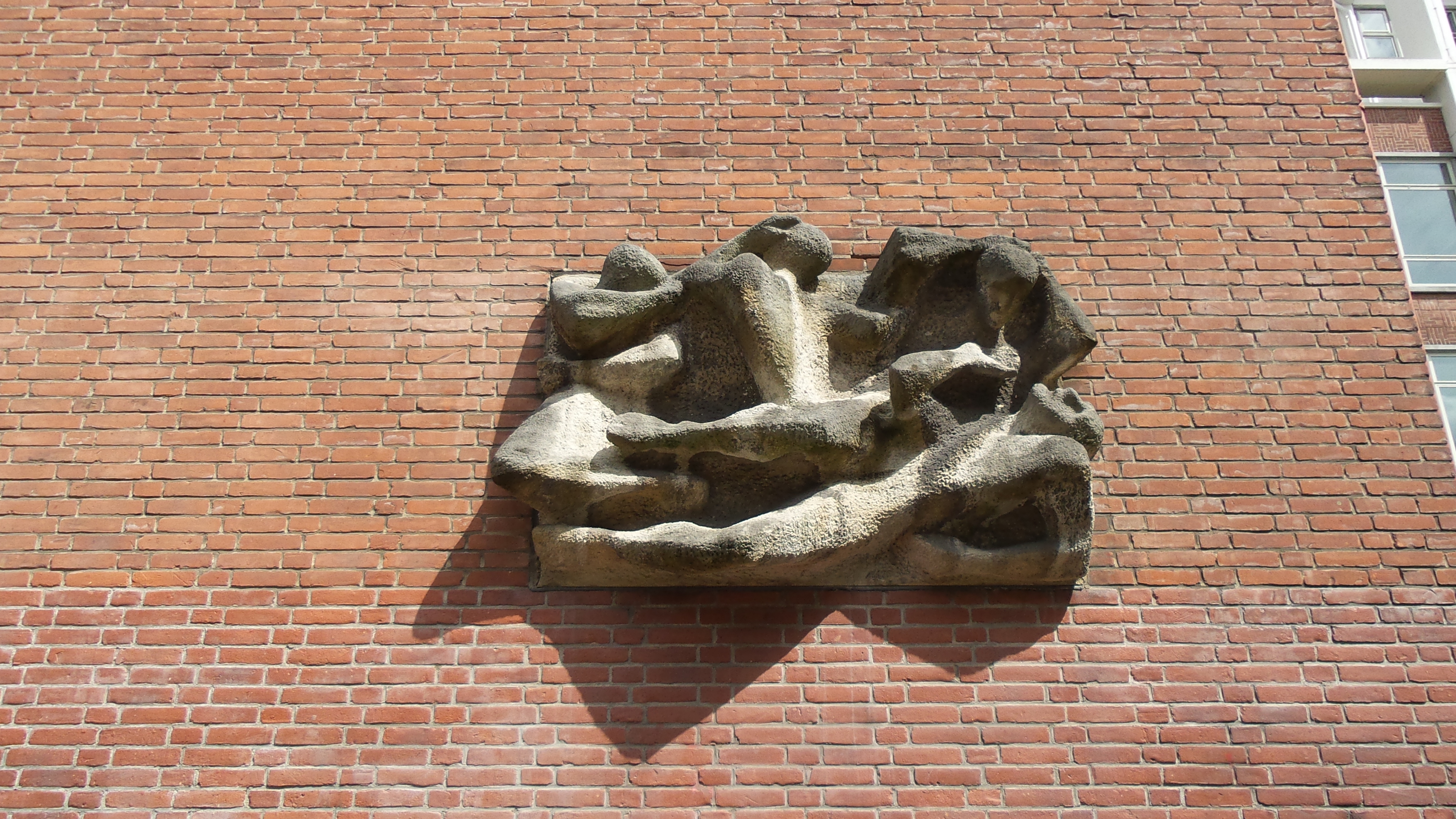
Oorlogsmonument (1957), Amsterdam Zuid
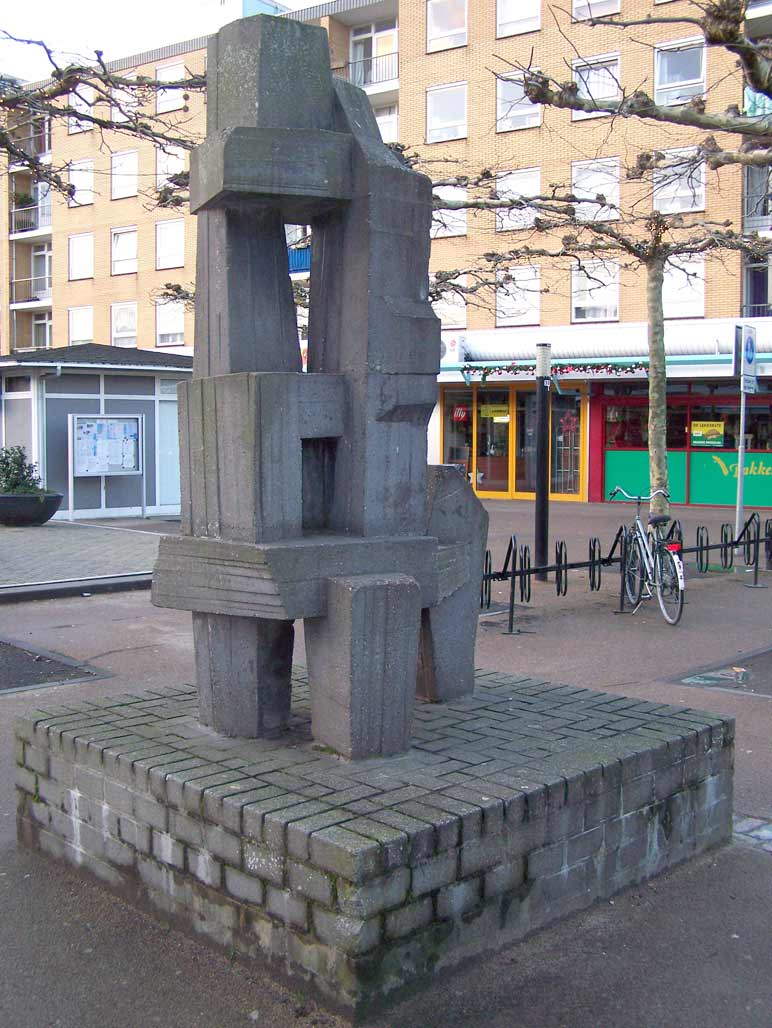
Betonplastiek (1966), Utrecht
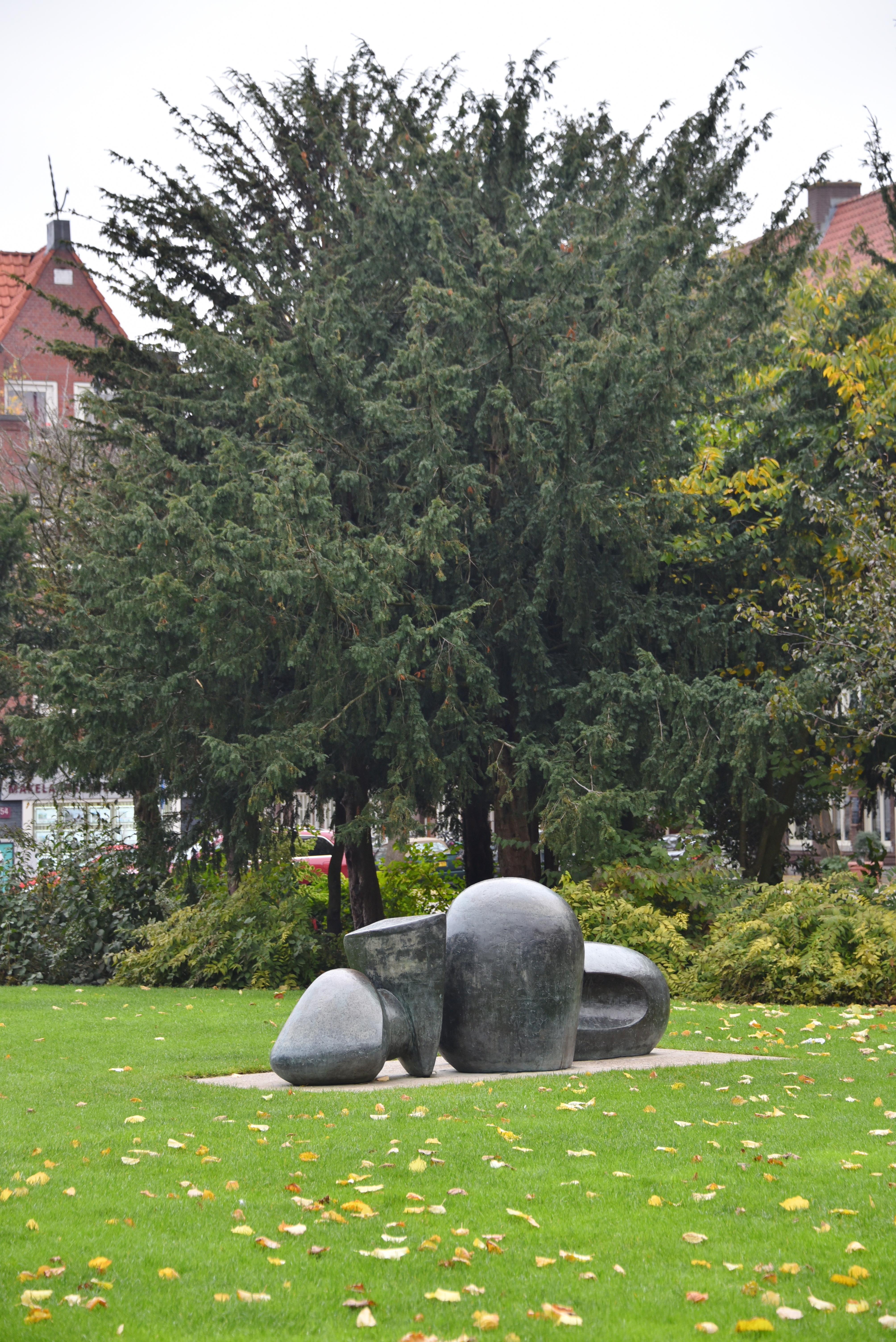
Ode aan de paardenvijg (1972), Amsterdam